# Anoteropsis cantuaria
Anoteropsis cantuaria Vink, 2002 è un ragno appartenente alla famiglia Lycosidae.

## Etimologia
Il nome proprio della specie deriva dalla zona neozelandese di rinvenimento degli esemplari: la regione di Canterbury.

## Caratteristiche
Si distingue dalle altre specie del genere per la forma dell'apofisi mediana del bulbo maschile e per gli scleriti esterni dell'epigino, in modo particolare quelli superficiali che hanno le coperture volte in direzione posteriore. Morfologicamente simile ad A. lacustris, se ne distingue per la colorazione più tenue. Anche i bulbi maschili delle due specie sono simili, ma quello di A. cantuaria, sviluppa una curva di forma più arrotondata.
L'olotipo maschile rinvenuto ha lunghezza totale è di 8,20mm; la lunghezza del cefalotorace è di 4,10mm; e la larghezza è di 1,60mm.

## Distribuzione
La specie è stata reperita nella Nuova Zelanda meridionale: l'olotipo maschile è stato rinvenuto nella Prices Valley, situata nella Penisola di Banks, appartenente alla regione di Canterbury.

## Tassonomia
Al 2016 non sono note sottospecie e dal 2002 non sono stati esaminati nuovi esemplari.